# 선진 (기업)
(주)선진은 배합사료, 돼지고기 및 각종 가공육 제품을 주력으로 생산하는 하림그룹의 주요 계열사이다.
1979년 선진사료(주)로 설립한 뒤 1990년 지금의 상호로 변경하였다. 2011년 지주회사 체제로 전환하면서 배합사료 및 식육 제품의 제조부문을 인적분할하여 신설 법인으로 설립되었다. 
해외 5개국에 법인을 보유하고 있으며, 자회사로는 선진FS, 선진한마을, 하림푸드 등이 있다.